# 人民解放游击军
人民解放游击军（英語：People's Liberation Guerrilla Army，缩写为PLGA）是印度共产党（毛主义）领导的军事组织。致力于通过持久人民战争推翻印度政府。

## 历史
2000年12月2日，印度共产党（马列）人民战争创建了“人民游击军”（People's Guerrilla Army）。这天是其三位中央委员被杀害的周年忌日。2004年，印度共产党（马列）人民战争与印度毛主义共产主义中心合并为印度共产党（毛主义）。因此，“人民游击军”也与印度毛主义共产主义中心的军事组织“人民解放游击军”合并为新的“人民解放游击军”。

## 组成
人民解放游击军由印度共产党（毛主义）中央军事委员会领导。
中央技术委员会（Central Technical Committee）由中央军委直接领导。负责制造火箭、迫击炮和手榴弹，中央教导组（Central Instruction Team）在全国移动以培训战士使用武器，中央行动组（Central Action Team）直接在该国开展重要行动。 毛派的武器80％自己制造，其余从印度安全部队抢夺。
2013年9月的分析，基于毛派被拦截通讯，认为人民解放游击军的武装人员已从10000-12000名下降到8000－9000名。2014年3月，印度社会运动家盖塔姆·纳拉卡引用《印度快报》称：“人民解放游击军从2008年的八个连和十三个排增长到十二个连和超过二十五个排，外加一个供应排。”人民民兵（Jan Militia）约38000人，大多由部族人民组成，以弓箭为武器，据说为人民解放游击军提供后勤支持。人民解放游击军的成员都是志愿者，没有工资。
2010年阿兰达蒂·罗伊访问毛派游击区时注意到，人民解放游击军的45%战士是女性。 而2013年9月的一个分析认为，目前该比例已达到60%。红色走廊的27个部门中，有20个部门的领导者是女性。